# Jean Siméon Chardin

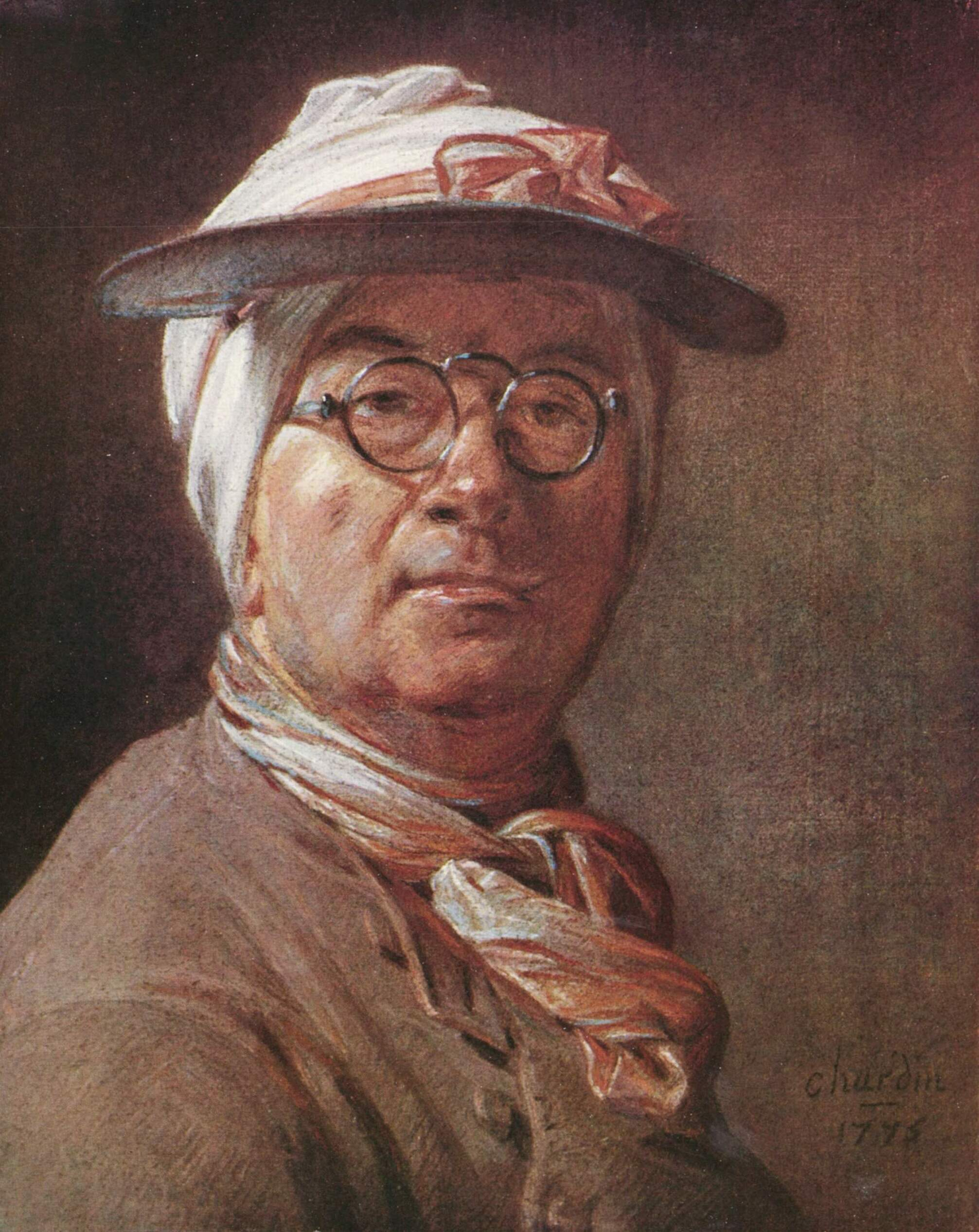
Selbstporträt mit Brille, 1775, Musée du Louvre, Paris

Jean Siméon Chardin (* 2. November 1699 in Paris; † 6. Dezember 1779 ebenda), fälschlicherweise auch schon zu seinen Lebzeiten Jean-Baptiste-Siméon Chardin genannt, war der große Individualist unter den französischen Malern des 18. Jahrhunderts. Durch seine Stillleben und Genrebilder, die sich durch außerordentliche Klarheit und Bescheidenheit auszeichnen, erlangte er Berühmtheit. Er reiste nie ins Ausland, um sich von antiken Werken inspirieren zu lassen. Die Vervollkommnung der Komposition sowie die Harmonie von Farben und Schattierungen galten ihm mehr als die Themenwahl.

## Leben

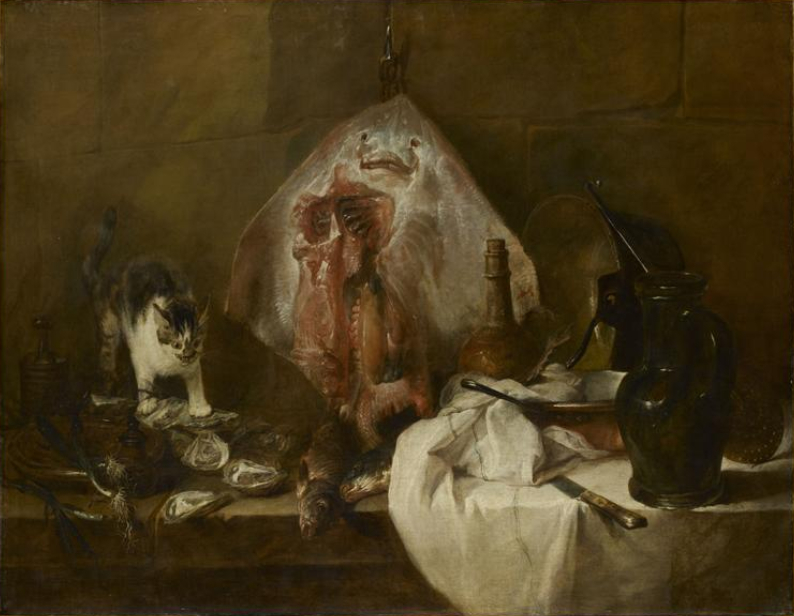
Der Rochen, 1728, Louvre, Paris

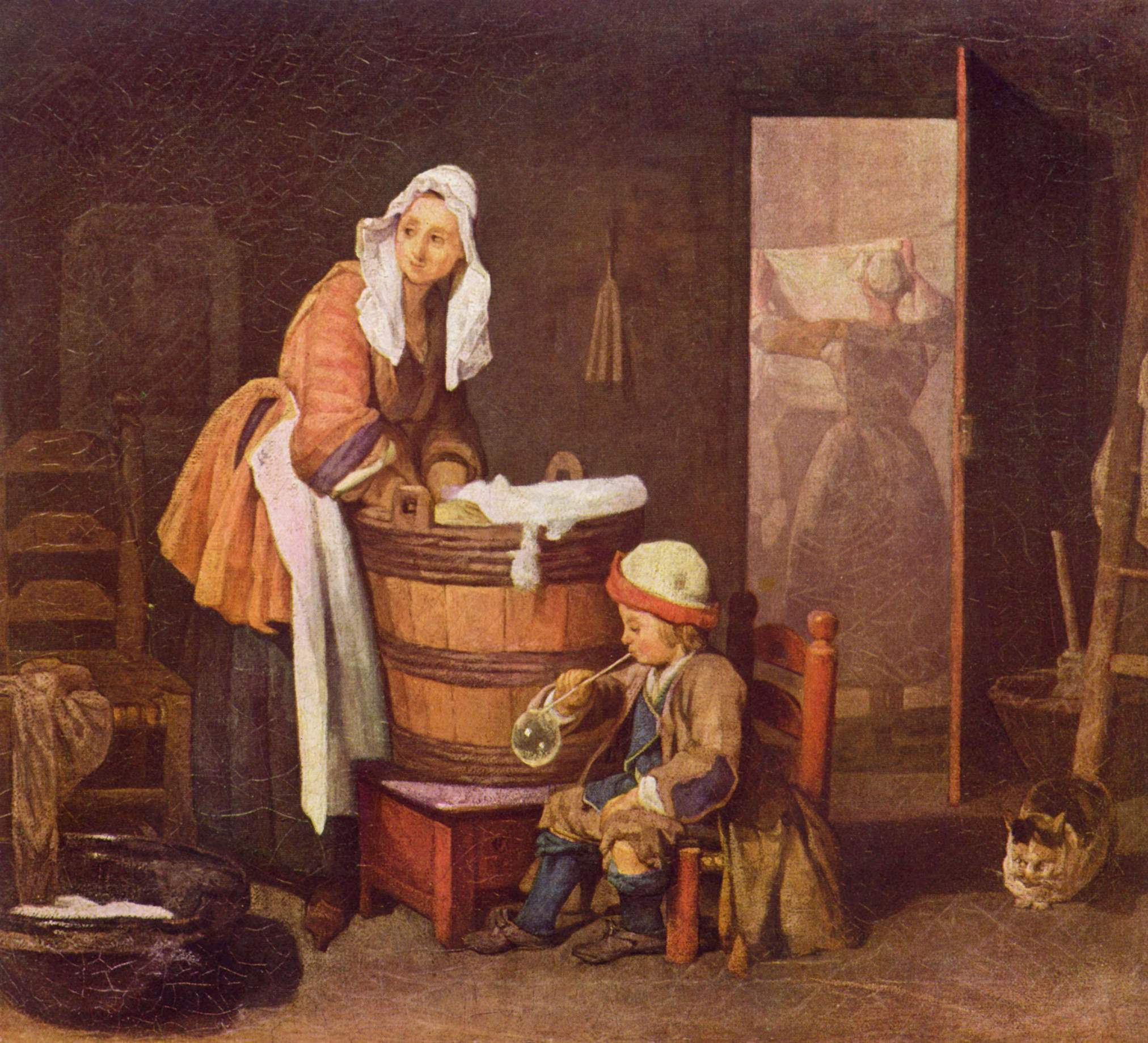
Die Wäscherin, 1735, Eremitage, St. Petersburg

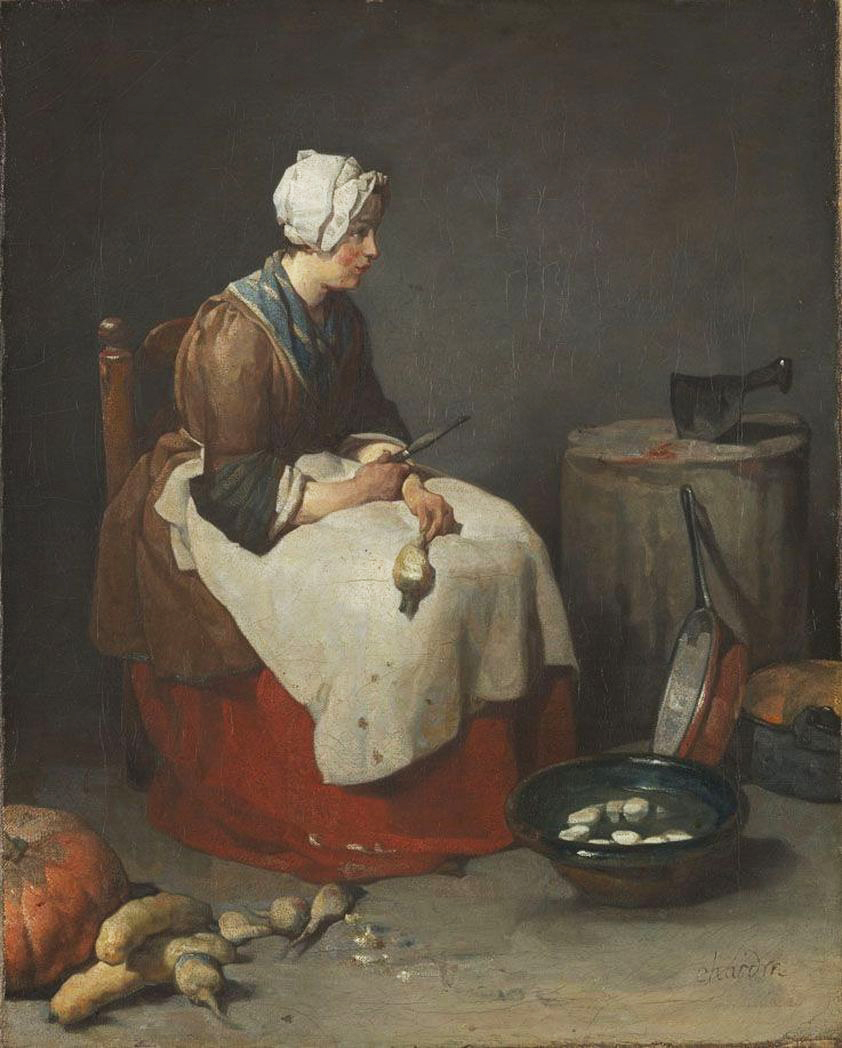
Die Rübenputzerin, um 1738, Alte Pinakothek, München

Der Zeichner, um 1738

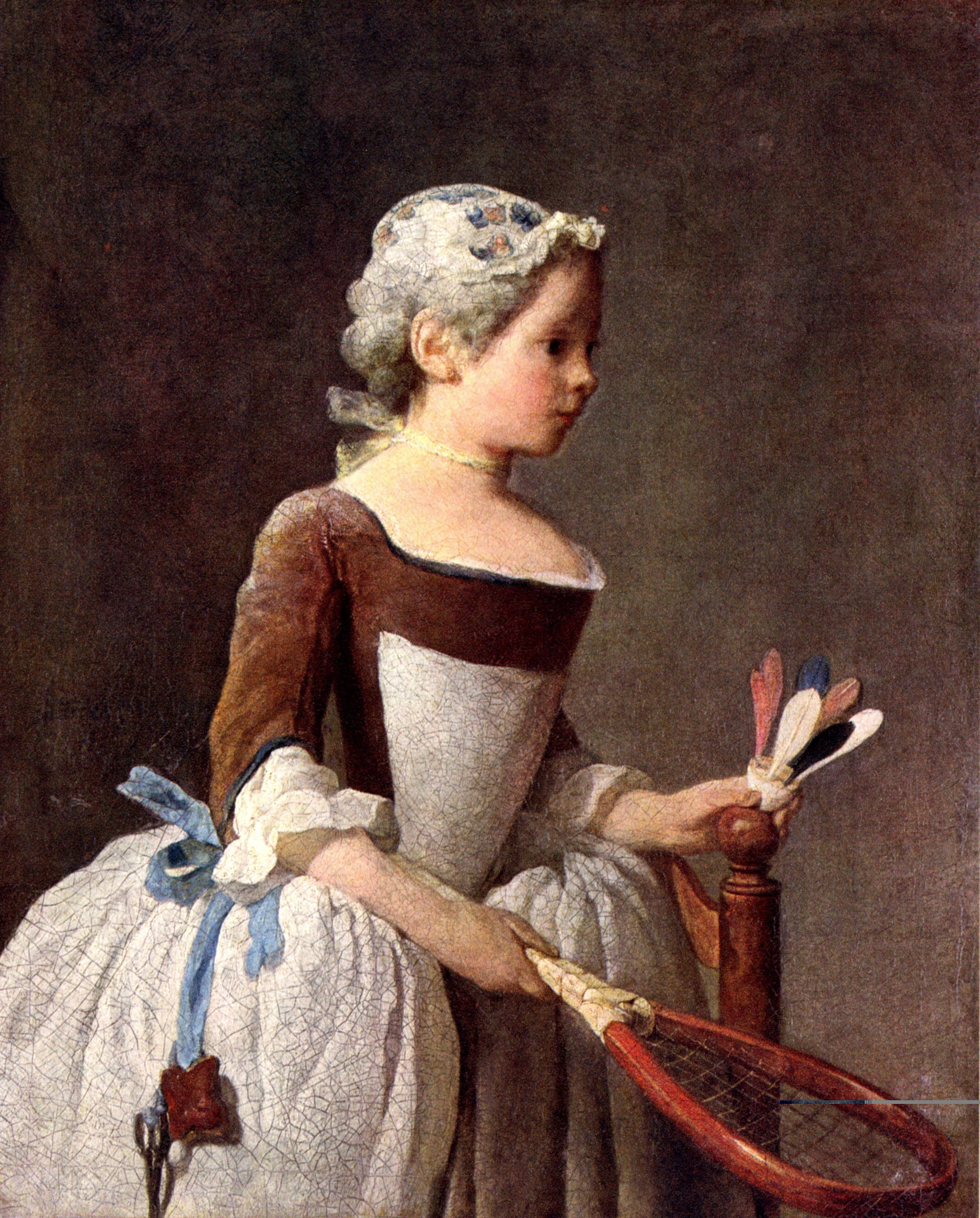
Das Mädchen mit dem Federball, 1741, Uffizien, Florenz

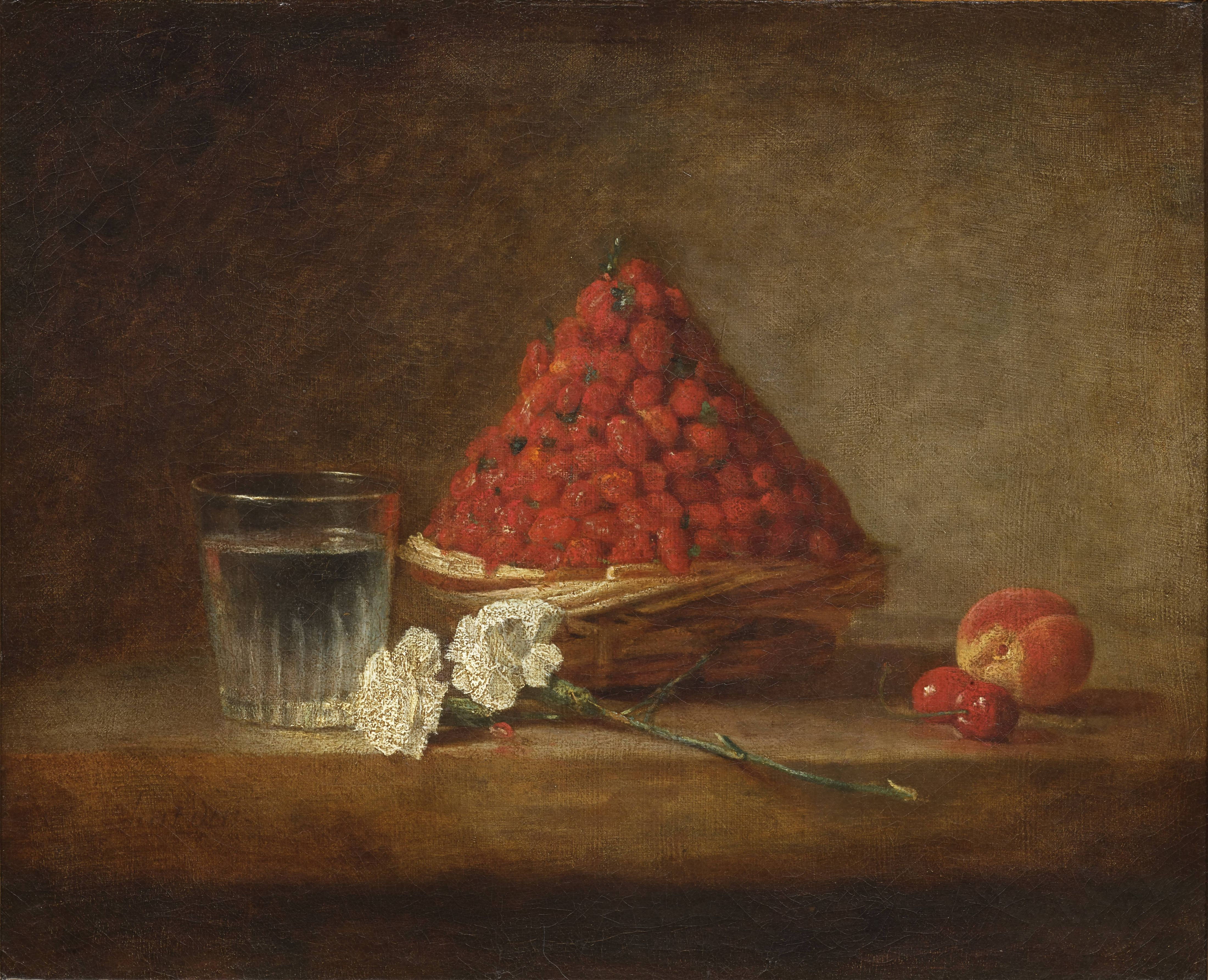
Der Erdbeerkorb, 1760/61, Privatbesitz

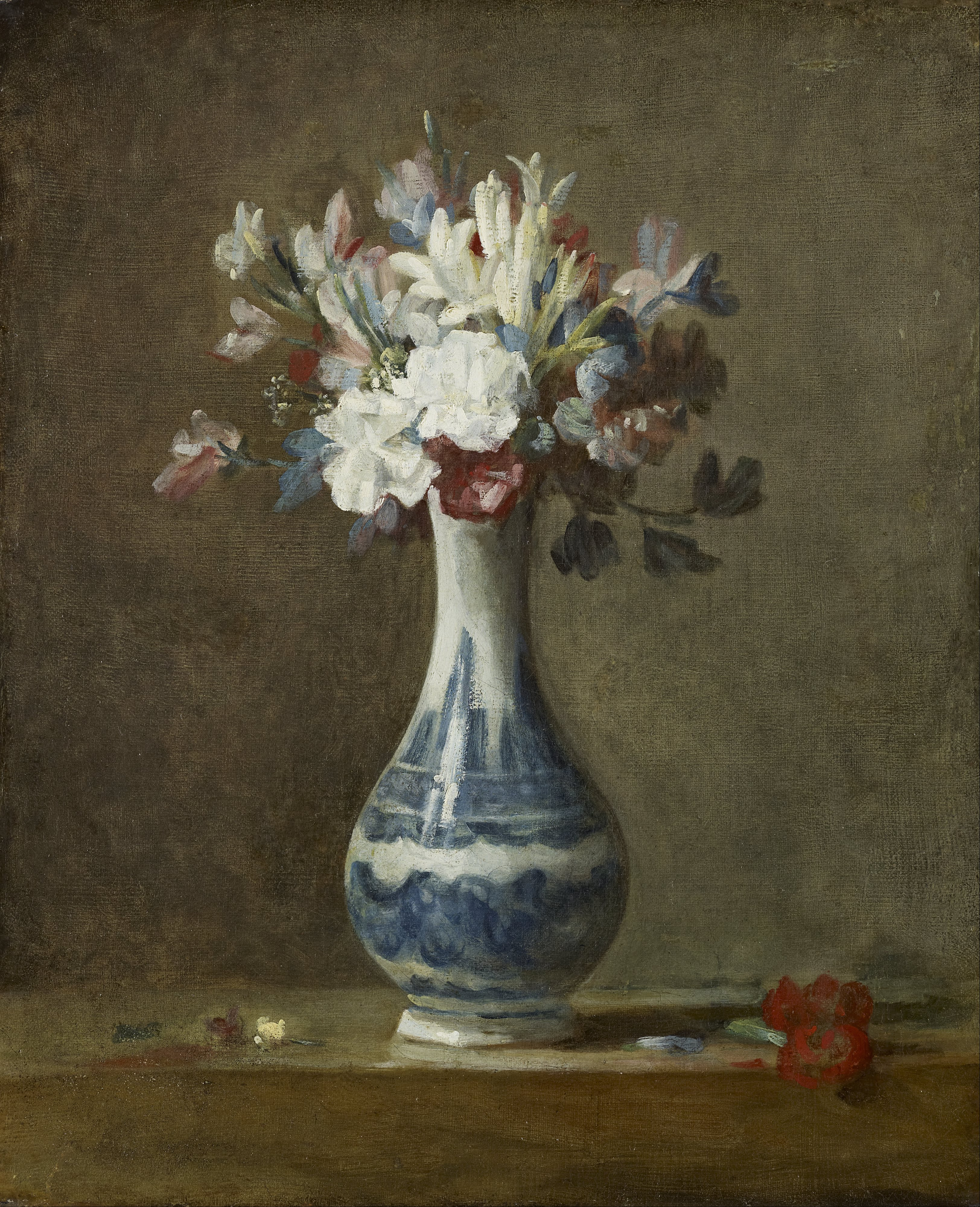
Blumenstillleben, um 1760–63, Scottish National Gallery, Edinburgh

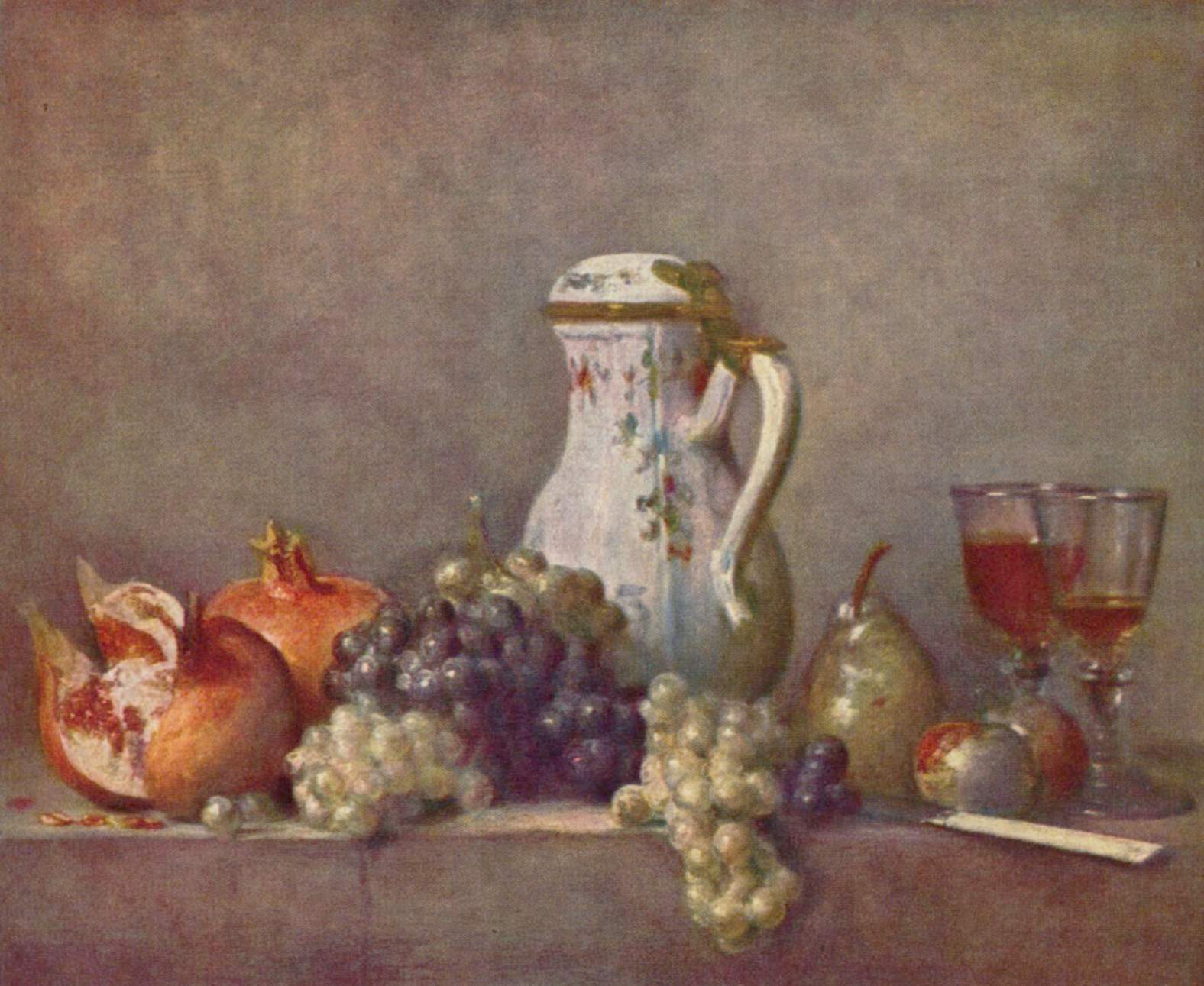
Porzellankanne, Trauben und Granatäpfel, 1763, Louvre, Paris

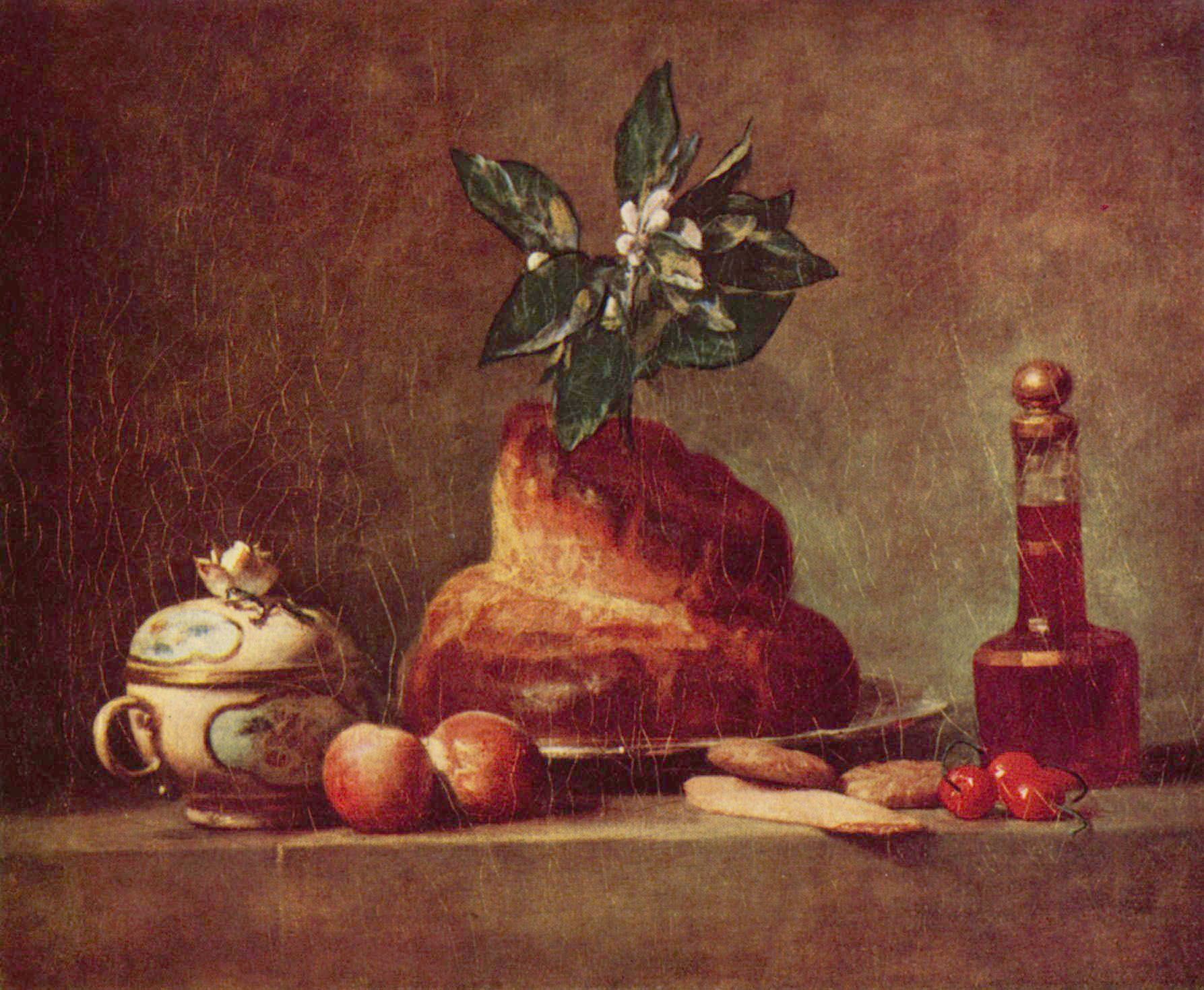
Die Brioche, 1763, Louvre, Paris

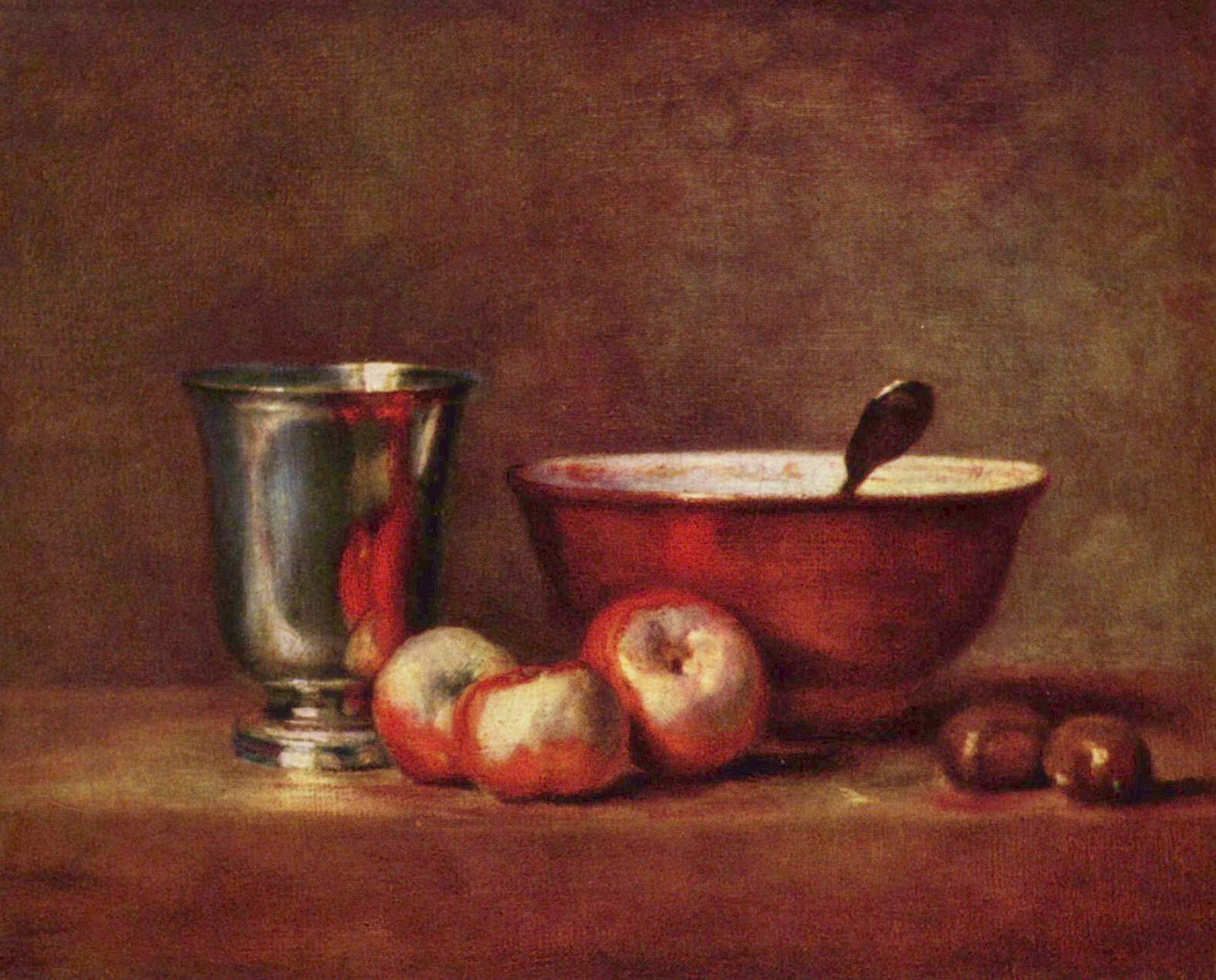
Der Silberbecher, um 1767/68, Louvre, Paris

Chardin wurde im Künstlerviertel Saint-Germain-des-Prés geboren. Sein Vater war Tischlermeister, der u. a. Billardtische für den König anfertigte. Jean war sein ältester Sohn, der den Betrieb übernehmen sollte und darum eine handwerkliche Ausbildung erhielt. Doch schon früh zeigte sich sein Talent für die Malerei. Sein Vater schickte ihn 1718 in das Atelier von Pierre-Jacques Cazes (1676–1754). Die Lehrmethoden dort waren wenig kreativitätsfördernd: es gab keine Modelle und eine immergleiche Aufgabe: Stiche kopieren. Seine künstlerische Ausbildung setzte er bei Noël-Nicolas Coypel fort. Coypel weckte bei Chardin das Interesse für Stillleben, die er ab 1720 selber in großer Menge schuf. Trotz der Lehre bei Cazes und Coypel blieb Chardin weitestgehend Autodidakt.
Vier Jahre später (1724) wurde er Meister in der St. Lukas Gilde, wohl auf Betreiben seines Vaters. Im selben Jahr lernte Chardin auf einer Tanzveranstaltung Marguerite Saintard kennen. Der Heiratsvertrag wurde am 6. Mai 1724 aufgesetzt, die Heirat aber wegen der unsicheren finanziellen Lage Chardins verschoben. Diese versuchte er durch das Ausmalen von Details in Werken bekannter Künstler zu verbessern. Auch begann er seine Werke auf der Exposition de la Jeunesse auszustellen. Diese Ausstellung, welche auf dem Place Dauphine stattfand, förderte junge Künstler. Im Jahre 1728 stellte er mehrere Werke aus. Darunter befand sich das Küchenstillleben mit Rochen, welches Nicolas de Largillière beeindruckte. Er legte Chardin daraufhin nahe, seine Bilder in der Académie Royale auszustellen. Chardin traute der unerwarteten Ehre nicht und stellte die Akademieoberen auf die Probe, indem er seine Bilder an einen unauffälligen Platz in einem der kleineren Räume hängte. Largillière fielen sie ein weiteres Mal auf, er hielt sie aber für Werke eines flämischen Malers. Nachdem sich Chardin als der Maler jener Werke zu erkennen gegeben hatte, drängte Largillière ihn, sich an der Akademie zu bewerben. Im September wurde er als Maler von Blumen, Früchten und Genreszenen in die Académie Royale aufgenommen.
1731 konnte er endlich Marguerite Saintard in der Kirche Saint-Sulpice ehelichen. Der alte Heiratskontrakt wurde durch einen neuen ersetzt. Diesem zufolge gab es für die Eheleute nur eine karge Mitgift. So musste sich Chardin nach anderen Einnahmequellen umschauen, die er dann durch Jean-Baptiste van Loo fand. Van Loo bat Chardin, bei der Restaurierung der Werke Francesco Primaticcios in Fontainebleau mitzuwirken. Chardin richtete sich mit seiner Frau im Haus seiner Familie in der Rue Princess in drei Räumen ein. Sein Atelier blieb unter dem Dach. Das familiäre Glück kommt in den Genreszenen klar zum Ausdruck. Sicher saßen ihm dafür des Öfteren seine Frau und seine Kinder Jean-Pierre und Maguerite-Agnès Modell. Das Glück hielt, bis 1735 seine Frau starb.
Für den Stilwandel Chardins gibt es bis heute keine zufriedenstellende Erklärung. Angeblich soll eine sarkastische Bemerkung des Porträtmalers Jacques-André-Joseph Camelot Aved, mit dem sich Chardin ein Studio teilte, schuld daran sein. Nachdem Aved einen Auftrag über 400 Livres ausgeschlagen hatte, bat Chardin ihn, seine Entscheidung noch einmal zu überdenken, denn schließlich sei das viel Geld. „Das mag zutreffen, wenn ein Porträt ebenso leicht zu machen wäre wie eine Wurst“, antwortete Aved und spielte damit auf das Sujet in Chardins letztem Werk an, was anscheinend nicht ohne Folgen blieb. Kurz darauf wandte sich Chardin der Figurenmalerei zu, schuf heimelige Küchenszenen und gediegene Interieurs. Diese Werke verhalfen ihm zu großer Popularität. Um ein noch größeres Publikum zu erreichen, ließ er sie in Kupfer stechen.
Neben der Bourgeoisie war auch der Adel Auftraggeber für Chardins Werke. So zeigte Ludwig XV. nach einem Zusammentreffen 1740 mit ihm reges Interesse an seiner Kunst, genauso wie die schwedische Prinzessin Luise Ulrike, die zwei Bilder für Schloss Drottningholm in Auftrag gab, nachdem sie auf ihn durch Bilder in der schwedischen Botschaft aufmerksam geworden war. Wie auch viele andere musste die Prinzessin lange (ein Jahr) auf die Bilder warten. Chardin verärgerte viele Auftraggeber durch seine sehr langsame Arbeitsweise, die viele Kritiker als Faulheit bezeichneten. Dadurch hatte er natürlich oft weniger Einkommen als erwartet. Seine finanzielle Lage entspannte sich durch die Heirat mit der 37-jährigen kinderlosen Witwe Marguerite Pouget. Gleichzeitig stieg sein Ansehen bei Hofe und seine öffentliche Anerkennung. 1743 erhielt er den Rang des Conseiller der Akademie. Einige Jahre später war er für das Aufhängen von Ausstellungsstücken verantwortlich. 1752 setzte der König seine Pension auf 500 Livres fest, 1755 wurde er Schatzmeister der Akademie, 1757 bekam er einen Wohnsitz im Louvre. Nun war seine Anerkennung als Maler am Hofe endgültig vollzogen. Viele der königlichen Vergünstigungen verdankte er Charles-Nicolas Cochin, dem Sohn seines Kupferstechers, der Sekretär der Akademie war. Dessen gute Beziehungen zum Bruder der Madame de Pompadour, dem Marquis de Marigny, brachten Chardin eine höhere Pension und weitere Aufträge ein (z. B. die Dekoration von Schloss Choisy und Schloss Bellevue). Finanziell hatte Chardin nun ausgesorgt.
Dafür gab es in der Familie Streit. Chardins Sohn Jean-Pierre sollte Historienmaler werden, doch fehlte ihm hierzu das Talent. Kurz vor der Abfahrt zur Académie de France à Rome kam es zum Eklat mit Chardin. Jean-Pierre wollte sich das Geld seiner Mutter erstreiten, das ihm bei Volljährigkeit zustünde. Chardin war aber der Meinung, dass dieses Geld für die Bezahlung der Ausbildung Jean-Pierres verwendet werden müsste. Er veranlasste, dass sein Sohn eine Verzichtserklärung unterschrieb, die dieser aber mit der Behauptung widerrief, er sei dazu gezwungen worden. Jean-Pierre ging nun gerichtlich gegen seinen Vater vor. Doch auch diese drastische Maßnahme brachte keinen Sieger. Es ist nicht bekannt, ob sich die zwei danach wieder versöhnt haben. Auf der Rückreise aus Rom wurde Jean-Pierre von Piraten entführt. Sein weiteres Schicksal bleibt im Dunkeln.
Im Alter wurde es unangenehm für Chardin: Gallensteine bereiteten ihm ständig Schmerzen und seine Sehkraft nahm ab, weswegen er mit der Pastellmalerei begann. Ab 1770 übernahmen seine Gegner wichtige Posten, die vormals seine Mäzene innegehabt hatten. So bekam er nur noch wenige öffentliche Aufträge, weniger Pension, und auch die Gunst des Hofes wurde geringer. Trotz einiger letzter Erfolge hatte das Interesse an Chardins Kunst nachgelassen.

## Werk
Chardin ist einer der außergewöhnlichsten Künstler seiner Zeit – und dies gleich in mehrfacher Hinsicht. Er empfand es nie als wichtig, die Kunst der Antike und Hochrenaissance zu studieren. Dies ist wohl der Grund, warum er Paris nie verließ. Daneben war er der einzige Künstler seiner Epoche, der ohne Ausbildung in der Akademie blieb – auch wenn er dies später bedauerte. Doch machte ihn etwas anderes zu dem einzigartigen Künstler, der er war. Chardin erkannte, dass Kunst auch auf dem Alltagsgeschehen basieren kann, sie bedarf keiner intellektuellen Schöpfung und mythologischen Untermauerung. Dies ist besonders in seinen Stillleben sichtbar, die eindeutig von der flämischen Malerei beeinflusst sind, sich von dieser aber sehr unterscheiden. So suchte Chardin seine Sujets nach ihrer Form, Beschaffenheit und Farbe aus, nicht aber nach ihrem symbolischen Gehalt.
Während der letzten zwanzig Jahre malte er wieder Stillleben. Kritiker meinten, er habe seine Vorstellungskraft erschöpft. Doch Chardin suchte nach der Vervollkommnung der Technik und nicht nach immer neuen Objekten. Chardin bevorzugte es, direkt auf die Leinwand zu malen. Dies fiel ihm leichter, denn so hatte er das Objekt vor Augen. Bei dieser Malweise wundert es auch nicht, dass er keine Skizzen anfertigte. Er malte langsam und penibel, jedes seiner Bilder war ein Ergebnis tagelanger Überlegungen. Mit dieser Geschwindigkeit schaffte er maximal zwei Bilder im Monat.
Seine Stillleben sind klassische natures mortes, wobei er streng und behutsam zugleich auf das innere Gleichgewicht der Komposition achtete und unwesentliche Details vernachlässigte. Abgesehen von einigen großformatigen Gemälden mit reichlich ausgestatteten Buffets präsentiert er Jagdbeute nicht als Trophäen in barock-üppiger Manier: Tiere (Hasen, Federvieh etc.) werden dem Betrachter auf fast andächtige Weise vorgestellt, gerade in der stillen Stunde, bevor sie in der Küche zubereitet werden. Chardins Bilder zeigen die einfachen Dinge des täglichen Lebens und wirken undramatisch, aber ernst. Auch in seinen Genrebildern stellte er ganz alltägliche Vorgänge dar: ins Spiel versunkene Kinder, Küchen- und Waschszenen etc. Viele seiner Bilder sind von harmonischer Perfektion und unverfälschter Schlichtheit. Dazu kommt sein unverwechselbares, unaufdringliches Kolorit: in mildem Licht entsteht ein schwebendes Gleichgewicht zwischen weichen Nuancen und sinnlichem Aufblühen.
Die Grundierung seiner Bilder bestand aus einer dünnen Schicht Ölfarbe, einer Mischung aus Bleiweiß und Rotbraun. Dadurch erzeugte er einen dunklen Hintergrund. Danach trug er dunkle, dann Halbtöne und zum Schluss die hellen Töne auf. Hatte er die richtige Tonharmonie gefunden, gab er die Farben dazu. Und auch hier schuf er wieder eine Ausgewogenheit zwischen hellen und dunklen Punkten. Gegenstände brachte er durch Farbe miteinander in Verbindung. Durch seine sorgfältigen Ausführungen erzielte Chardin eine gefällige und natürliche Wirkung. War das Bild fertig, übermalte er es noch einmal mit den gleichen Farben. Diese Technik veranlasste Diderot, Chardin als den ersten Koloristen der Malerei zu bezeichnen.
Mitte des 19. Jahrhunderts gab es eine Renaissance des Werkes von Chardin, angefeuert durch die Gebrüder Goncourt und später durch Marcel Proust, der schrieb: „Von Chardin haben wir gelernt, dass eine Birne so lebendig wie eine Frau, dass ein gewöhnlicher Tonkrug so schön ist wie ein Edelstein.“

## Werke (Auswahl)
- 1728: Der Rochen, Öl auf Leinwand, Louvre, Paris
- um 1728: Zinnkrug und Pfirsiche, Staatliche Kunsthalle Karlsruhe
- 1733: Die Briefsieglerin, Schloss Charlottenburg, Berlin
- um 1734: Küchenstillleben mit Eiern, Louvre, Paris
- 1736–37: Das Kartenhaus, National Gallery London
- 1737: Der Zeichner, Gemäldegalerie Berlin
- 1738: Die Köchin, Schloss Charlottenburg, Berlin
- um 1738: Der Zeichner, Louvre, Paris
- um 1738: Die Rübenputzerin, Öl auf Leinwand, Alte Pinakothek, München
- 1739: Die Kinderfrau, National Gallery of Canada, Ottawa
- 1739: Die Botenfrau, Louvre, Paris
- 1737–40: Rauchnecessaire, Louvre, Paris
- um 1739/40: Die fleißige Mutter, Louvre, Paris
- um 1740: Das Tischgebet, Louvre, Paris
- 1741: Das Mädchen mit dem Federball, Öl auf Leinwand, Uffizien, Florenz (andere Version von 1737 in Privatsammlung)
- 1744: Das Tischgebet, Eremitage Sankt Petersburg
- 1748: Rebhuhn mit Birne, Städelsches Kunstinstitut und Städtische Galerie, Frankfurt am Main
- 1760: Stillleben mit Aprikosenglas, Art Gallery of Ontario, Toronto
- 1760: Stillleben mit totem Fasan und Jagdtasche, Gemäldegalerie Berlin
- 1763: Porzellankanne, Trauben und Granatäpfel, Öl auf Leinwand, Louvre, Paris
- 1763: Die Brioche, Öl auf Leinwand, Louvre, Paris
- 1766: Stillleben mit Attributen der Kunst, Öl auf Leinwand, Eremitage Sankt Petersburg
- um 1767/68: Der Silberbecher, Öl auf Leinwand, Louvre, Paris
- 1769: Stillleben mit Fischen, Gemüse, Käsegebäck, Krüglein und Töpfen, The Getty Center, Los Angeles